# Joe's Menage
Joe's Menage es un álbum en directo de Frank Zappa , lanzado póstumamente el 1 de octubre de 2008. Contiene material inédito de 1975. Es el cuarto álbum de la serie "Joe's Corsaga" , la cual son varias rarezas compiladas por Joe Travers para la familia Zappa. El disco contiene material de un concierto en Williamsburg el 1 de noviembre de 1975. Presenta por primera vez grabaciones extensas con la vocalista y saxofonista Norma Jean Bell, que estuvo sólo un corto periodo de gira en la banda de Zappa a finales de 1975. 

## Lista de canciones
1. Honey don't you want a man like me ?(3:57)
2. The Illinois Enema Bandit(8:42)
3. Carolina Hard-Core Ecstasy (6:02)
4. Lonely Little Girl (2:46)
5. Take Your Clothes Off When You Dance(2:10)
6. What's The Ugliest Part Of Your Body?(1:16)
7. Chunga's Revenge (14:18)
8. Zoot Allures(6:41)

## Músicos
- Frank Zappa (Guitarra y voz)
- Norma Jean Bell (Saxo Alto y voz)
- Napoleon Murphy Brock (Saxo Tenor y voz)
- Andre Lewis (Teclados y voz)
- Roy Estrada (Bajo y voz)
- Terry Bozzio (Batería y voz)

- Datos: Q374717